# أبو الحسين البريدي
أبو الحسين البريدي كان أحد أبناء البريدي الثلاثة، وهو أصغر إخوة بني البريدي.
وقد حصل شقيقه أبو عبد الله أحمد البريدي على رشوة قدرها 20 ألف دينار عن طريق الوزير ابن مقلة (927-928) على جباية الضرائب من إقليم الأهواز لنفسه، ومناصب مربحة لأخويه.
في عام 942 م، أرسل أبو عبد الله البريدي جيشًا بقيادة أخيه أبو الحسين، فاحتل بغداد وأجبر الخليفة ووزيره ابن رائق على اللجوء إلى أراضي الحمدانيين في الموصل. شنّ الحمدانيون هجومًا مضادًا، فطردوه من بغداد وواسط. احتفظ الإخوة الثلاثة بحكومة البصرة، وخاضوا حربًا ضد أمير عُمان الذي نزل واستولى على الأبلة.
تُوفي أبو عبد الله في حزيران 945 م وخلفه ابنه أبو القاسم البريدي. وواجه أبو الحسين ابن أخيه، لكن في محاولته لجعل الخليفة يعهد إليه بحكم البصرة، أُدين وأُعدم في بغداد أواخر عام 945 م.